# John Peale Bishop
John Peale Bishop (* 21. Mai 1892 in Charles Town, West Virginia; † 4. April 1944 in Hyannis, Massachusetts) war ein US-amerikanischer Schriftsteller und Dichter.

## Biografie
Bishop gab sein literarisches Debüt 1917 mit der Gedichtsammlung Green Fruit. Er war nach dem Ende des Ersten Weltkrieges, in dem er in Europa, ohne Kampfeinsatz, gedient hat, wie sein Studienfreund in Princeton Edmund Wilson geschäftsführender Herausgeber des Magazins Vanity Fair. Wilson und Bishop produzierten 1922 The Undertaker's Garland, eine Sammlung von Prosa und Dichtung. Im Jahr 1922 heiratete Bishop die wohlhabende Margaret Hutchins und sie reisten  zwei Jahre durch Italien, Österreich und Frankreich. Er lernte die Malerei und Skulptur der Schule von Paris kennen und die bekannten Autoren der lost generation, Ezra Pound, E.E. Cummings, Archibald MacLeish und Ernest Hemingway. Die Rückkehr nach New York war enttäuschend, seine Texte erschienen weiter in Zeitschriften, aber ein Romanmanuskript fand keinen Verleger. Die Bishops gingen 1926 wieder nach Europa, wo sie, nach kurzem Aufenthalt in Paris, ein altes Haus in Orgeval, nördlich von Paris, erwarben und dort bis 1933 lebten.
1931 veröffentlichte er Many Thousands Gone, eine Sammlung zusammenhängender Kurzgeschichten, der Roman Act of Darkness erschien 1935. Beide Bücher handeln von der Problematik der Südstaatentradition. Zu Bishops späteren Gedichtbänden gehörten Now with His Love (1933), sowie Minute Particulars (1936), das  der metaphysischen Dichtung des 17. Jahrhunderts gewidmet war. Seine Elegie The Hours auf den alten Freund F. Scott Fitzgerald gilt als Meisterwerk. 1943 wurde Bishop zum Berater für Komparatistik der Library of Congress ernannt.
1948 erschien posthum eine Sammlung seiner Gedichte mit dem Titel Collected Poems.